# Ponyri
Ponyri (russisch По́ныри) ist eine Siedlung städtischen Typs in der Oblast Kursk in Russland mit 4791 Einwohnern (Stand 14. Oktober 2010).

## Geographie
Der Ort liegt knapp 70 km Luftlinie nördlich des Oblastverwaltungszentrums Kursk, etwa 6 km von der Grenz zur Oblast Orjol entfernt. Er befindet sich am Flüsschen Snowa, das über die Tuskar dem Seim zufließt.
Ponyri ist Verwaltungszentrum des Rajons Ponyrowski sowie Sitz und einzige Ortschaft der Stadtgemeinde (gorodskoje posselenije) Possjolok Ponyri.

## Geschichte
Ein Dorf namens Ponyri wenig westlich der heutigen Siedlung wurde erstmals 1690 urkundlich erwähnt. Nach der Vorbeiführung der Eisenbahnstrecke Moskau – Charkow Ende der 1860er-Jahre entwickelten sich die entstandene Stationssiedlung und das ursprüngliche Dorf schnell; der Ort wurde Sitz einer Wolost im Ujesd Fatesch des Gouvernements Kursk.
Die Stationssiedlung wurde 1928 Verwaltungssitz eines neu geschaffenen, nach ihr benannten Rajons (die ursprüngliche Ortschaft bildet heute die eigenständigen Dörfer Perwyje Ponyri und Wtoryje Ponyri westlich und südwestlich der Siedlung). Im Zweiten Weltkrieg wurde Ponyri Ende Oktober 1941 von der deutschen Wehrmacht besetzt und am 9. Februar 1943 von der Roten Armee zurückerobert, befand sich aber noch fast ein halbes Jahr in Frontnähe. Vom 5. bis 11. Juli 1943 kam es dort während der Schlacht am Kursker Bogens erneut zu schweren Kämpfen, wobei der Ort stark zerstört wurde.
Nach der Auflösung des Rajons am 1. Februar 1963 wurde dieser am 9. Dezember 1970 wiederhergestellt, und 1971 erhielt der Verwaltungssitz Ponyri den Status einer Siedlung städtischen Typs.

### Bevölkerungsentwicklung
| Jahr | Einwohner |
| ---- | --------- |
| 1897 | 6782      |
| 1939 | 2723      |
| 1959 | 3927      |
| 1979 | 4303      |
| 1989 | 4941      |
| 2002 | 4697      |
| 2010 | 4791      |
| 2021 | 4916      |

Anmerkung: Volkszählungsdaten (1897 Dorf und Stationssiedlung)

## Verkehr

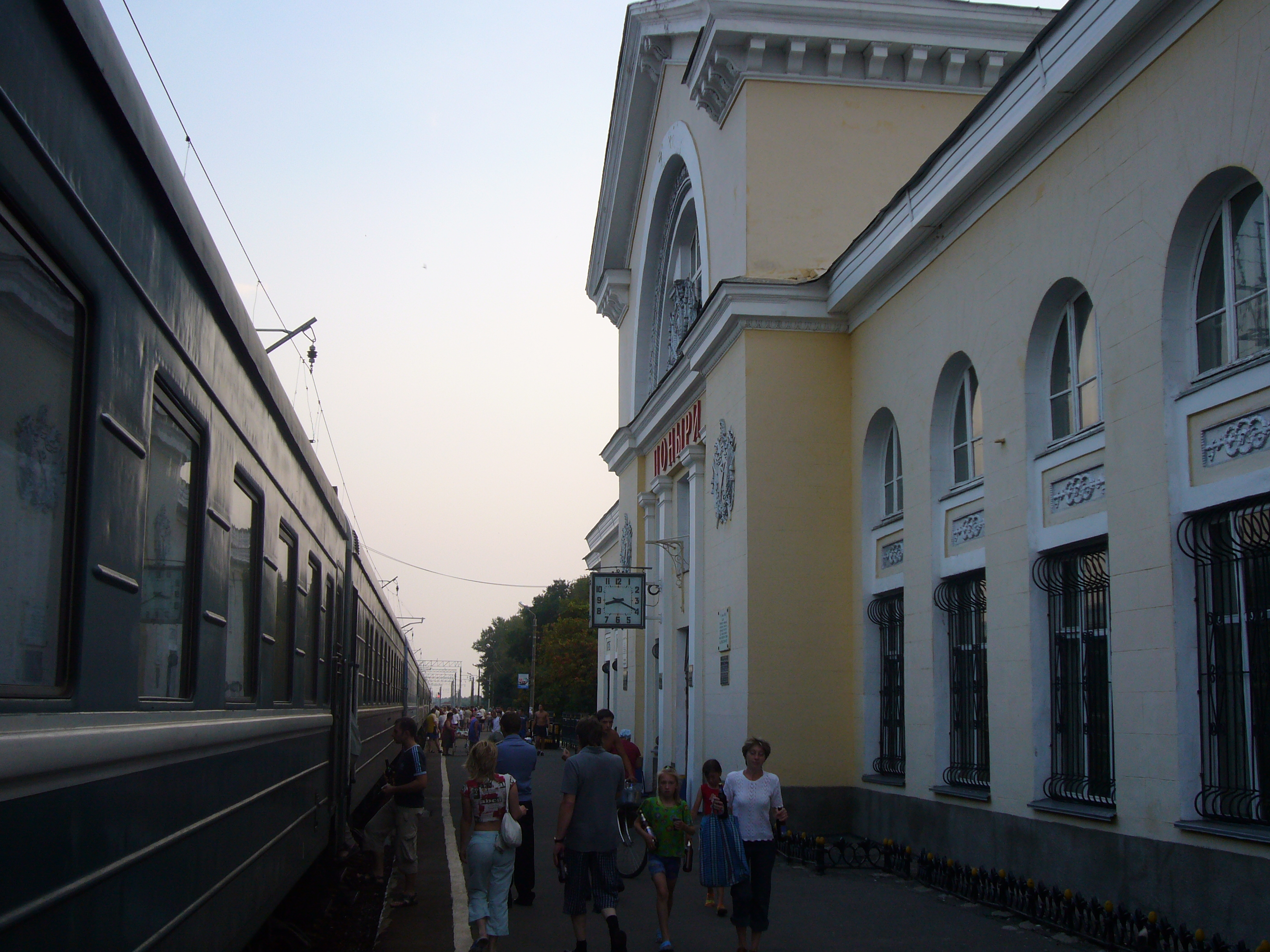
Bahnhof Ponyri

Ponyri besitzt einen Bahnhof bei Kilometer 469 der auf diesem Abschnitt 1868 eröffneten und seit 1959 elektrifizierten Eisenbahnstrecke Moskau – Kursk – Belgorod – Charkiw (Ukraine).
In den Ort führt die Regionalstraße 38K-002, die gut 30 km westlich beim Dorf Werchni Ljubasch von der föderalen Fernstraße M2 abzweigt. Weitgehend der Bahnstrecke folgt über das südlich benachbarte Rajonzentrum Solotuchino nach Kursk die 38K-018.